# NGC 2963
NGC 2963 is een balkspiraalstelsel in het sterrenbeeld Draak. Het hemelobject werd op 3 april 1785 ontdekt door de Duits-Britse astronoom William Herschel.

## Synoniemen
- UGC 5222
- IRAS09431+7311
- MCG 12-10-3
- ZWG 333.3
- MK 122
- ZWG 332.65
- PGC 28155